# 観測機
観測機（かんそくき、surveillance aircraft）とは、戦場において敵軍の位置を確認し、また自軍の火砲の弾着観測などを行うことによって交戦に際しての情報収集を行う軍用機のこと。古くは繋留気球や飛行船に端を発し、航空機の発達とともに形態も変化した。

## 概要
観測機の機種記号は、航空着弾観測を表すAir Observation Postから「O」がつくことが多い。（R=偵察やL=連絡を主とするもの等はその限りではない）
陸軍では地上部隊に直接協同（直協）した行動が求められ、そのため小型であることとSTOL性が重視され、連絡機や偵察機と同じ機体が使用されることが多かった（Army cooperation aircraft を参照）。海軍においては、艦砲の射程が大きくなり自身のマストからの観測では限界を超えるようになり、自陣の他に指揮所・観測所を設けることが難しいなどの理由から航空機に着目され、第二次世界大戦当時までの大型戦闘艦には偵察と観測任務を兼ねる水上機が必ず搭載されていた。
第二次世界大戦後、観測任務の担い手は急速に発達したヘリコプターに移ってゆくが、ベトナム戦争当時まではゲリラの所在を発見・追跡し、地上部隊や航空部隊に攻撃点を指示する前線統制官（FAC）機として活動していた。その任務もやがてヘリコプターないしより大規模な陸戦指揮統制をおこなう早期警戒管制機（E-8など）や偵察衛星などに引き継がれていった。現在ではUAVが観測任務に使用されるようになり、純粋な有人観測機は数を減らしつつある。OH-58 カイオワは観測ヘリを表す機種記号がついているものの、運用の比重は偵察及び軽攻撃ヘリへシフトし、後継機は紆余曲折を経て将来型攻撃偵察機（FARA）が担う予定である。
発展途上国や中進国では専用の機体を持たずに、連絡機や練習機、汎用ヘリコプター、徴用した民間航空機を使用する場合も多い。レバノン内戦では同空軍が初等練習機であるブルドッグを、フォークランド紛争ではアルゼンチン空軍がアルゼンチン航空から徴用したボーイング707や民間機のMU-2を観測機として使用している。
このほか、短距離の洋上哨戒や国境の監視、密輸入・密入国の追跡、道路渋滞など交通状況の把握などにも観測機が使われる事がある。警察や税関、国境警備隊などが少数装備しており、こちらもヘリコプター（ベル206やBK117など）や軽飛行機が用いられる事が多い。

## 主な観測機

### 第二次世界大戦終戦まで
大日本帝国
- カ号観測機 （陸軍）
- テ号観測機 （陸軍）
- 九八式直接協同偵察機 （陸軍）
- 三式指揮連絡機 （陸軍）
- 零式観測機 （海軍）

 アメリカ合衆国
- ノースアメリカン　O-47
- パイパー L-4/O-59 グラスホッパー （陸軍）
- スチンソン L-5/O-62 センチネル （陸軍）
- ヴォート OS2U キングフィッシャー （海軍）
- カーチス SOC シーガル （海軍）
- カーチス SC シーホーク （海軍）

 イギリス
- テイラークラフト オースター
- スーパーマリン ウォーラス

 ドイツ国
- ヘンシェル Hs126
- フィーゼラー Fi156 シュトルヒ
- アラド Ar196

### 第二次世界大戦後

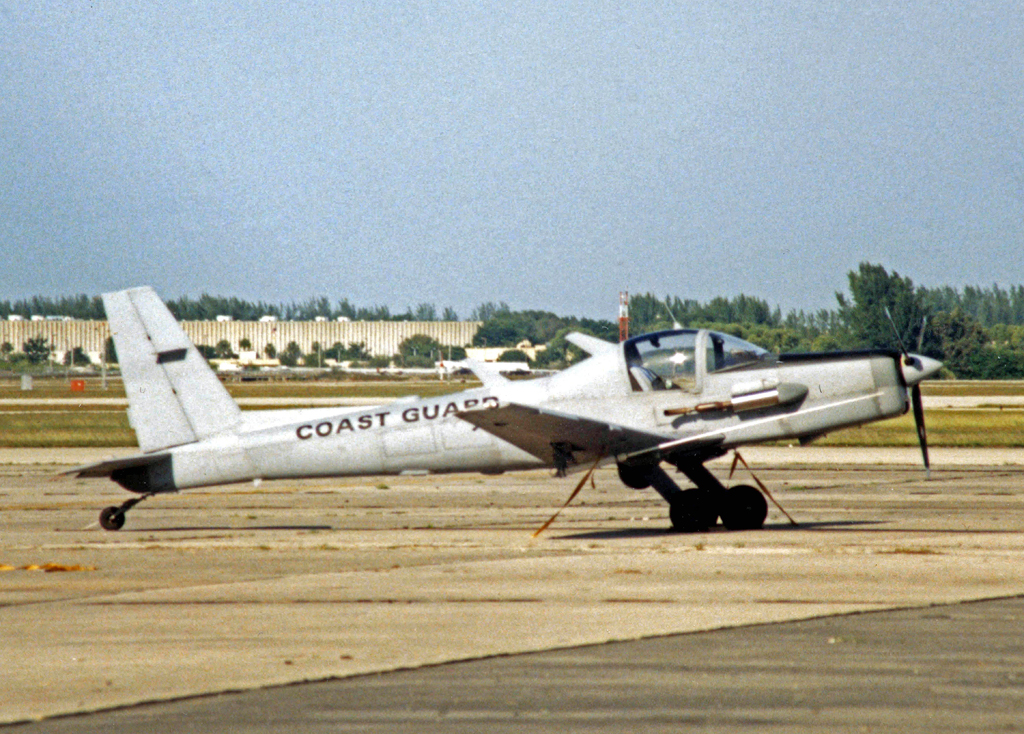
アメリカ沿岸警備隊運用のRG-8A。麻薬密輸追跡用の観測機として運用され、同隊のほかにメキシコ空軍やコロンビア空軍にも少数機が貸与された。

アメリカ合衆国
- セスナ O-1 バードドッグ
- セスナ O-2
- YO-3A
- O-4

セスナ182のSTOL型派生機Peterson 260SEのタイプの一つである「Wren 460」に命名されたと言われる。前掲のYO-3AとＳＴＯＬ偵察機の座を競合するも米空軍には不採用。その後、ベトナム戦争中にエア・アメリカによって運用されていたともいわれる。
- O-5

実際は電子偵察機の一種
- グラマン OV-1 モホーク
- OV-10
- OV-12
- OC-135 オープンスカイズ
- RU-38ツインコンドル

- RG-8A

観測用モーターグライダー
- OH-6 カイユース
- OH-58 カイオワ

 ドイツ
- ドルニエ Do 27
- ドルニエ Do 28

 イギリス
- エジレイ オプティカ

 オーストラリア
- Seabird Seeker